# Hof Mappen

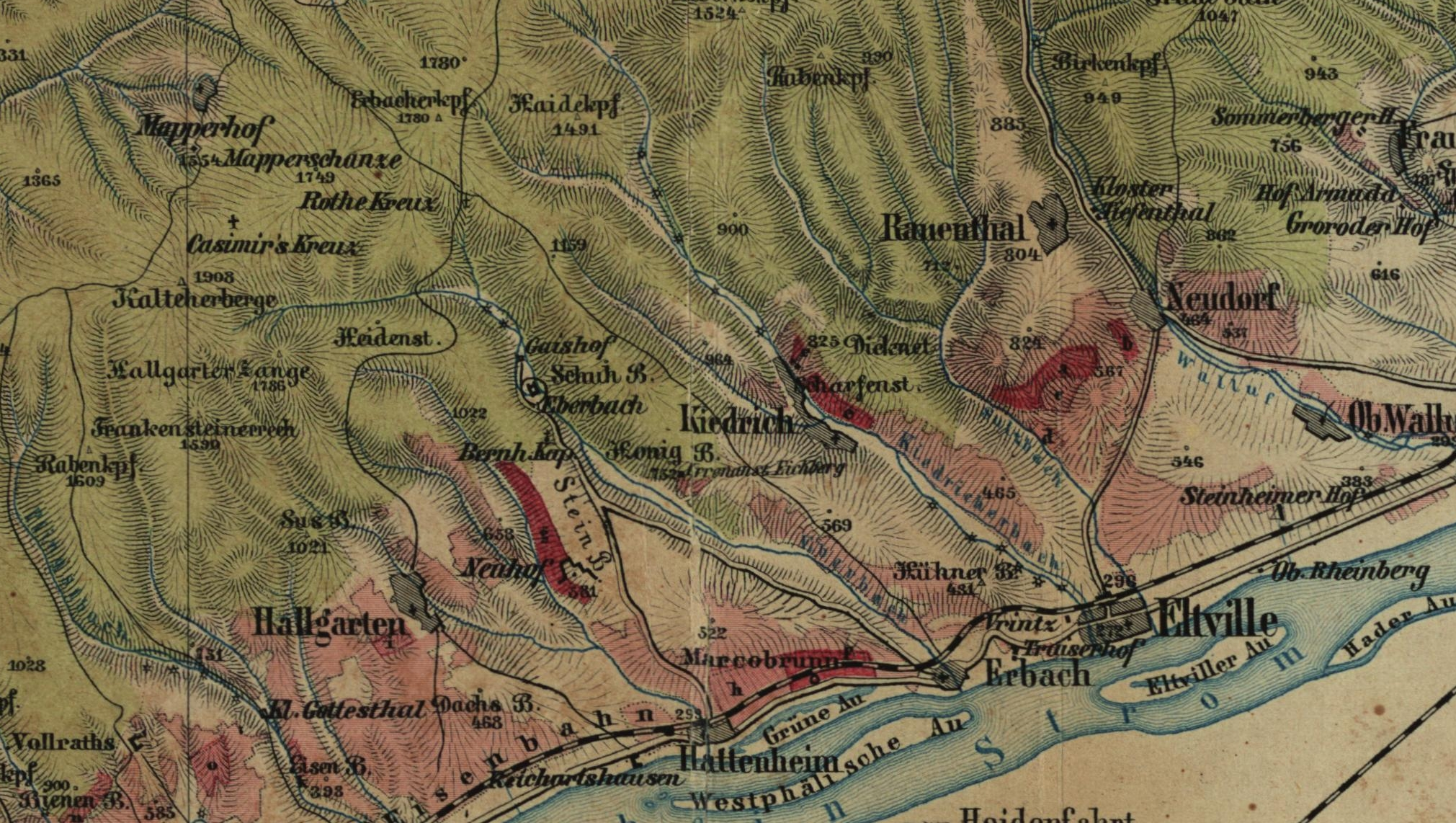
Hof Mappen auf einer Karte von 1867

Der Hof Mappen ist ein in freier Einzellage in einer Rodung des Hinterlandswaldes in der Gemarkung Obergladbach gelegener Vierseithof in der Gemeinde Schlangenbad im Rheingau-Taunus-Kreis, der nach einem Umbau seit 1998 als Gestüt zur Vollblutzucht und als Ort für Veranstaltungen mit Gästehaus genutzt wird.

## Geographische Lage
Der Hof Mappen liegt in 483 Meter Höhe im Rheingaugebirge auf der Nordabdachung des Taunushauptkamms etwa 1.500 Meter nördlich der Kalten Herberge und etwa zwei Kilometer südlich von Obergladbach. Der Hof Mappen und seine Ländereien sind fast allseitig umschlossen vom Rheingauer Hinterlandswald, bilden selbst aber eine Exklave, die nicht zum Rheingau gehört und nur über eine etwa 300 Meter breite Engstelle mit dem Rest der Obergladbacher Gemarkung Verbindung hat. Die Zufahrt zum Hof Mappen ist durch einen Abzweig von der Hinterlandswaldstraße sichergestellt, die nordöstlich des Hofs oberhalb von Obergladbach auf einem Höhenrücken verläuft.

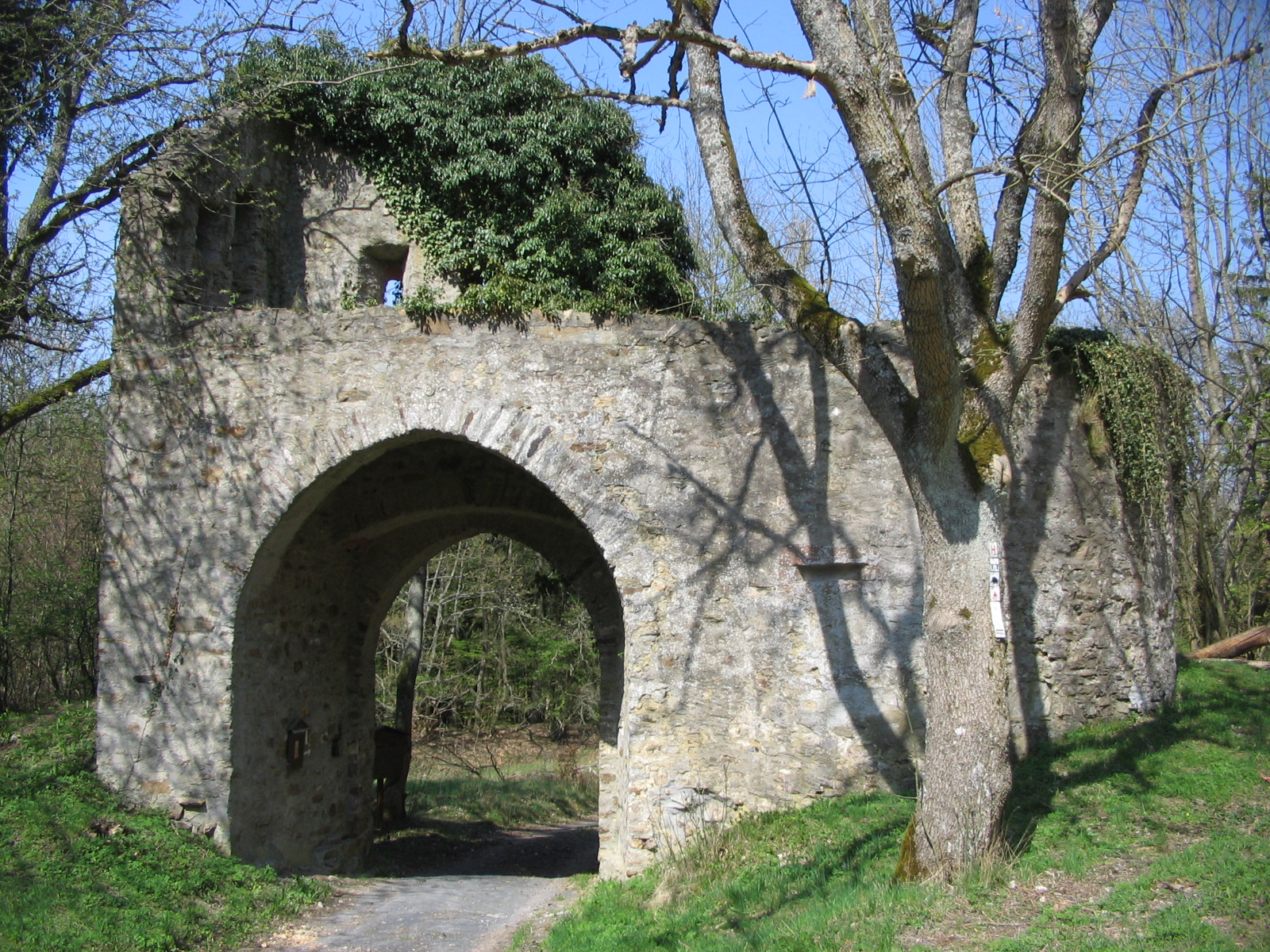
Die 1494 erbaute Mapper Schanze südlich von Hof Mappen

An der Südostgrenze des Hofes Mappen verlief das historische Rheingauer Gebück. Der Durchlass durch diese Landwehr für den Weg von Oestrich nach Mappen wurde durch die Mapper Schanze gesichert, das am besten erhaltene Torbollwerk des Rheingauer Gebücks.

## Geschichte

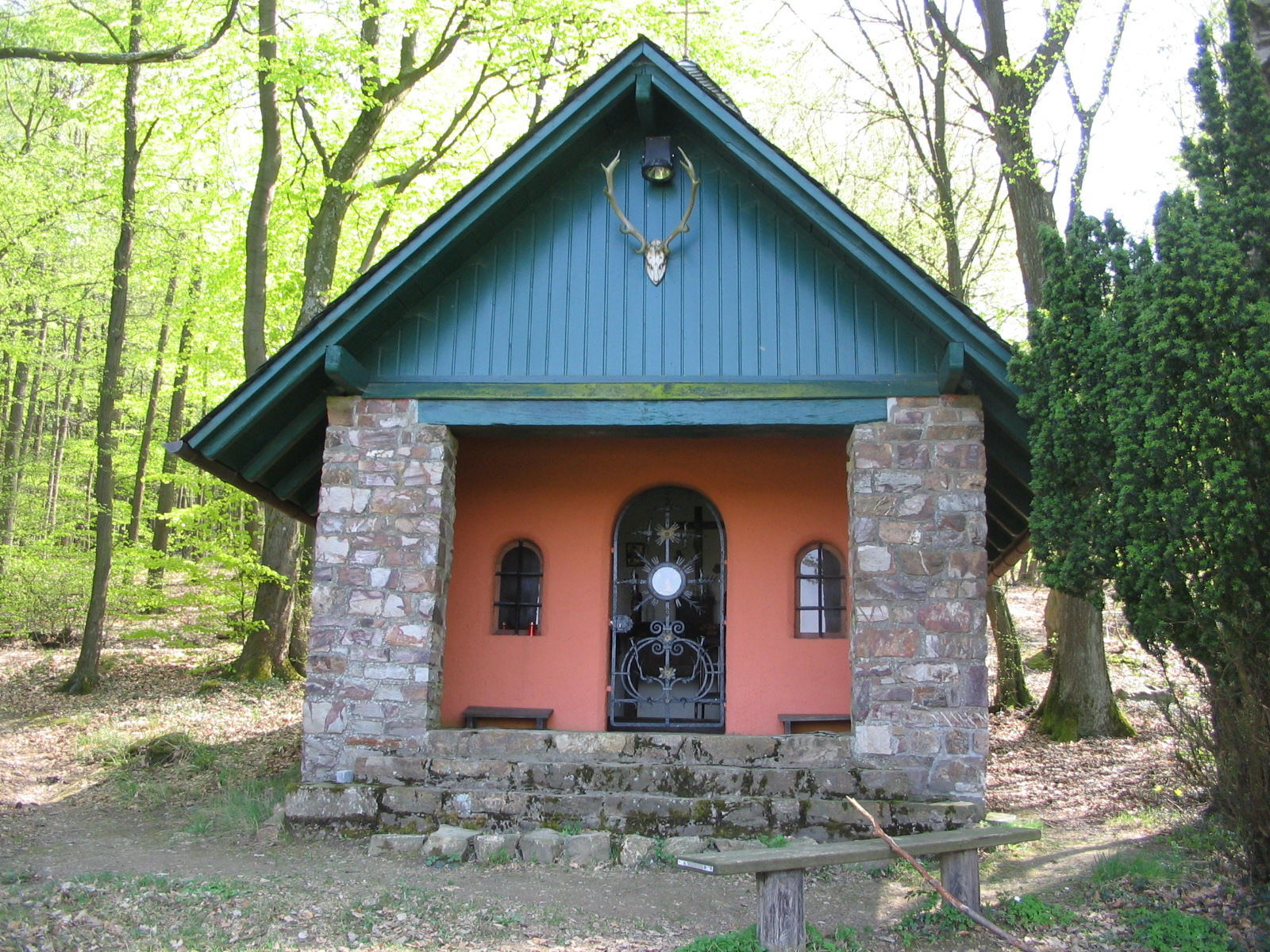
St.-Josef-Kapelle bei Hof Mappen

An der Stelle des Hofes Mappen soll ursprünglich ein Eremit namens Appo in der Einsamkeit des Waldes gelebt und so dem Platz den Namen gegeben haben. Dann wurde 1173 nach langwierigen Verhandlungen das Gelände des späteren Hofes von den Zisterziensern des Klosters Eberbach erworben, um den Bedarf an Holz zu decken.  Sodann wurde mit der Anlage des Hofes begonnen, auf dem nach der Rodung der umliegenden Flächen vorwiegend Viehwirtschaft, aber auch Ackerbau betrieben wurde.
Die Anlage dieses Hofes direkt an der Außengrenze des Rheingauer Gebücks stellte eine ständige Gefährdung der Landwehr dar. Nicht zuletzt deshalb erbauten die Rheingauer im Jahr 1494 die Mapper Schanze, das am besten erhaltene Torbollwerk dieser mittelalterlichen Grenzbefestigung.
Nach dem Dreißigjährigen Krieg wurde der Hof 1649 von Abt Christoph an Friedrich von Greiffenclau zu Vollrads verkauft. Die Herren von Greiffenclau waren auf Schloss Vollrads bei Winkel (Rheingau) ansässig.
Von der Gründung des Klosters Eberbach und dem alten Greiffenclau'schen Hofgut sind keine baulichen Reste erhalten. Das 1749–53 entstandene Wohngebäude wurde um 1986 durch einen Neubau ersetzt. Scheunen und Wirtschaftsgebäude wurden 1935 als Fachwerkbauten neu errichtet. Ein Stein mit Datum und dem Wappen derer von Greiffenclau wurde in den Neubau versetzt. Die Gebäude umstehen von vier Seiten einen weiten rechteckigen Hof.
Im Jahr 1938 ließen Richard Graf Matuschka-Greiffenclau und seine Frau Eleonore eine kleine Kapelle am Waldrand südlich des Mapper Hofes errichten. Eine dort angebrachte Inschrift lautet:
Den Mapper Hof rodete Kloster Eberbach vor 1200 
Rheingauer Generalhaingericht tagte hier 1226 
Kauf durch Friedrich von Greiffenclau 
Wohngebäude 1749-53 
1938 erstellten diese Kapelle Richard und Eleonore Matuschka-Greiffenclau 
Josef-Statue stiftete Gräfinmutter Clara.

## Gestüt
Nach dem Zweiten Weltkrieg ist der Hof mehrmals in andere Hände gegangen und wird seit 1998 als Gestüt zur Zucht von Englischen Vollblütern genutzt.